# Filip Bandžak
Filip Bandžak (IPA: [fɪˈlɪp banˈdʒak] en txec); (Pardubice, 10 de setembre de 1983) és un cantant d'òpera txec. Nasqué a la ciutat de Pardubice el 10 de setembre de 1983.
Al Teatre Nacional de Praga, debutà en l'òpera amb Rigoletto de Verdi, en el personatge de Paggio el 1995.

## Biografia
Des dels quatre anys ja estudiava violí a l'Escola Folklòrica d'Art de Praga. El 1992 del Cor Filharmònic de Nens de Praga, debutant professionalment als 11 anys al Teatre Nacional de Praga en l'òpera La Bohème de Giacomo Puccini. Bandžak va continuar els seus estudis a l'Acadèmia d'Arts Teatrals de Rússia.
Va guanyar un premi especial en el Concurs Internacional de Cant de la Xina a Ningbo el 2008.
Al 2009 es va convertir en un guanyador a Maria Callas Grand Prix a Atenes, Grècia.
El 2013 a Rudolfinum a Praga va rebre el guardó més important de l'òpera brindat per la Unió Europea: "Europa d'Or". Bandžak va actuar de diversos països, Àustria, Itàlia, Polònia, Hongria, Alemanya, Ucraïna, el Kazakhstan, Malàisia, Singapur, Xina i el Canadà. En 2014 va participar en el Festival Internacional de Música Contemporània de Lima, i es va presentar de peces d'Antonín Dvořák, Wolfgang Amadeus Mozart i Gioachino Rossini.